# Estación de Apizaco
Apizaco fue una terminal ferroviaria ubicada en la ciudad de Apizaco en el estado mexicano de Tlaxcala. Por ella pasaba el antiguo Ferrocarril mexicano para la ruta Terminal del Valle-Veracruz. Se encuentra protegido por Instituto Nacional de Antropología e Historia (INAH) como patrimonio cultural ferrocarrilero.

## Historia
Su construcción fue hecha sobre las bases pertenecientes al Molino de San Diego Apetlahuaya. El primer permiso para su edificación ocurrió en 1837, siendo cancelada pocos meses después.
En el medio de discusiones internas y conflictos bélicos la estación abrió sus puertas el 1 de enero de 1873 con cerca de 424 kilómetros de longitud para brindar servicio al antiguo Ferrocarril mexicano.
Originalmente la línea ferroviaria solo comunicaba con la Ciudad de México, en 1869 se inauguró el tramo que comunicaba a la Ciudad de Puebla y en 1872, Sebastián Lerdo de Tejada abrió el tramo hacia el Puerto de Veracruz.